# IK Wormo
IK Wormo är en svensk fotbollsklubb från Landskrona som spelar i Division 4 sedan säsongen 2023.
IK Wormo bildades 4 juni 1935. Det nuvarande klubbnamnet tog man emellertid först 1937 efter att inledningsvis hetat BK Derby och Triangelns IF.

Klubben har sedan 2022 en ultrasgruppering som heter ´´Wultras``.